# 毛有碧
毛有碧（1961年—），重庆市人，汉族，中华人民共和国政治人物、第十二届全国人民代表大会贵州地区代表。
毕业于西南财经大学金融学专业。加入中国致公党，担任致公党中央委员、贵州省委副主委、贵州省侨联副主席、贵州财经学院副院长。2008年，当选第十一届全国政协委员，代表中国致公党，分入第十一组。2013年，担任全国人大代表。